# Palazzo Passionei Paciotti
Palazzo Passionei Paciotti è un edificio di Urbino ed uno dei più importanti esempi di architettura civile cittadina. È sede della biblioteca della Fondazione Carlo e Marise Bo e della biblioteca di semiotica "Pino Paioni" del dipartimento universitario di Scienze della Comunicazione, studi Umanistici e Internazionali

## Storia
L'edificio sorge ai margini dell'antica città romana, vicino all'estremità orientale del decumano massimo, tant'è che il sito doveva essere occupato da una porzione della cinta muraria, adiacente alla Porta urbica. Sicuramente in epoca medievale (XII-XIV secolo) l'area era occupata dalla seconda cerchia, dato che l'odierna facciata orientale del palazzo poggia proprio su queste mura. 
Le prime notizie sul palazzo risalgono al XV secolo, quando era della nobile famiglia dei Bandi; i quali lo cedettero, negli anni settanta dello stesso secolo, alla famiglia dei Passionei. I membri della famiglia Passionei ricoprirono importanti cariche sia nella civica amministrazione sia presso la corte ducale dei Montefeltro-Della Rovere; proprio grazie a tale vicinanza impiegarono alcune maestranze, impegnate nel grande cantiere del Palazzo Ducale, per sistemare nelle forme attuali il palazzo, che infatti ricorda nell'architettura e nelle decorazioni quest'ultimo edificio.
Nel 1560 vi nacque Marco Passionei, che si fece frate cappuccino, mutando il proprio nome in Benedetto, e per la santità di vita condotta, fu beatificato nel 1867.
Il palazzo rimase proprietà dei Passionei fino alla fine degli anni sessanta del XVI secolo, quando in seguito ad una scommessa persa, la famiglia dovette cedere tutte le sue proprietà urbinati all'architetto Francesco Paciotti. L'ultimo erede maschio dell'architetto urbinate, Carlo, mantenne la proprietà fino agli anni quaranta del XVIII secolo, poi dopo una lite sull'eredità, il palazzo passò ad una figlia di quest'ultimo, Ippolita, e alla famiglia del marito, i nobili anconetani Torriglioni.
Verso la fine degli anni sessanta del XVIII secolo, i Torriglioni cedettero in affitto alcuni locali ai confinanti Mauruzi della Stacciola, che ne divennero proprietari agli inizi del XIX secolo; sempre nello stesso periodo i Torriglioni cedettero l'intero palazzo al sacerdote Nicola Mauruzi della Stacciola.
A partire dal 1842 divenne sede di un orfanotrofio femminile, fino alla fine degli  anni sessanta dello stesso secolo, quando fu acquistato da Enrico Ligi, la cui famiglia ne fu proprietaria fino al passaggio alla locale Università, nel 1972, che lo ha restaurato. Agli inizi del XXI secolo è divenuto sede di una biblioteca, che conserva e gestisce la donazione di libri e oggetti appartenuti a Carlo Bo, critico letterario e rettore dell'Università cittadina.

## Descrizione
Si trova sul versante orientale del colle del Poggio. La sua facciata principale aggetta su via Lorenzo Valerio, mentre le facciate secondarie prospettano, una (quella settentrionale) su via Francesco Budassi, l'altra (quella orientale) affaccia in parte su un vicolo cieco e in parte su un giardino privato, invece il lato meridionale confina con il palazzo Mauruzi Gherardi (ex tribunale).
La facciata principale su via Valerio è dominata, oltre che dal grande portale bugnato al centro, dalle nove grandi finestre edicolate in stile rinascimentale su cornicione in pietra arenaria, del primo piano. Presentano un'incorniciatura in pietra, più semplice, anche le quattro grandi finestre del pianoterra, a sinistra del portale, le prime due (dal portale) corrispondono all'antica cappella del palazzo. Il cornicione prosegue anche sulla facciata di via Budassi, fungendo da raccordo tra il prospetto a valle e quello a monte. Invece le grandi finestre con analoga incorniciatura si ritrovano sulla facciata a valle; quest'ultima si presenta con il cortile al centro e la facciata aperta ad ali verso il paesaggio. Essendo sul declivio della collina, il cortile, che verso via Valerio è al livello del piano terra, sul lato a valle si ritrova più alto (di circa un piano) rispetto al livello stradale sottostante. La parte meridionale, più a monte, che confina con palazzo Mauruzi Gherardi, è stata rimaneggiata e sopraelevata nelle epoche successive al XV secolo.
L'ingresso al centro del palazzo è fiancheggiato, a sinistra, dall'antica cappella, in parte modificata nel XVIII secolo, mentre frontalmente dà accesso al cortile porticato. All'interno l'ambiente più importante ed anche più grande del palazzo è il salone del primo piano, che occupa tutta la parte settentrionale, con cinque finestre, due a valle, due a monte ed una sul lato nord. In esso è presente sul fregio, alla base della volta a padiglione, la raffigurazione a rilievo, in oro e azzurro, di una tartaruga e una formica accompagnate dal motto latino "MANEAT DOMUS DONEC FORMICA AEQUOR BIBAT ET TESTUDO PERAMBULET ORBEM", ad ulteriore dimostrazione della raffinata cultura dei Passionei e del legame col Palazzo Ducale. Nel salone si trova un lavabo incorniciato da un'elegante edicola rinascimentale in pietra. Un altro ambiente interessante è sempre al primo piano e presenta un soffitto ligneo e dipinto, risalente sempre al XV secolo.